# Рачє Село
Рачє Село (словен. Račje selo) — поселення в общині Требнє, регіон Південно-Східна Словенія, Словенія.